# Signaturen Magazin
Signaturen Magazin ist seit Juni 2013 im Netz und ist ein Forum für autonome Poesie.

## Inhalt
Das Magazin Signaturen ist ein vielfältiges Internetportal, das mit Rezensionen, Essays, Kolumnen und anderen Rubriken sowie einem Gedicht der Woche das vielfältige Geschehen im Bereich der zeitgenössischen deutschsprachigen Literatur abbildet, mit einem gewissen Fokus auf Ereignisse in München. Zusammen mit der Münchener Literaturzeitschrift außer.dem und in monatlich wechselndem Turnus mit dieser wird von Signaturen die Literatursendung poesie[magazin] auf Radio LORA München produziert und für die Signaturen von Kristian E. Kühn moderiert.
Herausgeber von Signaturen ist neben Kristian E. Kühn Ulrich Schäfer-Newiger. In verschiedenen Rubriken werden regelmäßig neue Gedichte veröffentlicht, z. B. von Ulrike Almut Sandig, Rainer René Mueller, Lütfiye Güzel, Sophie Reyer und vielen anderen bekannt gewordenen Lyrikern, aber auch von noch weniger bekannten Dichtern und Nachwuchsautoren. Zu aktuellen Lyrikbänden erscheinen regelmäßig Rezensionen. 
Die Galgenlieder von Christian Morgenstern sind dort seit 2016 von verschiedenen Sprechern interpretiert worden. 
In der Rubrik „Münchner Anthologie“ werden lyrische Texte vorgestellt, die in der Zeit nach der Anti-Lyrik-Revolte der 1960er Jahre entstanden sind und versuchen, das latente Bedürfnis nach Orientierung zu realisieren, ohne finale Antworten zu geben.
Neben neuer Lyrik erscheinen auch immer wieder aktuelle Essays, u. a. von Elke Erb, Felix Philipp Ingold, Alexandru Bulucz, Timo Brandt, Hendrik Jackson, Slata Roschal und Jan Kuhlbrodt. 
Der Lyrikpreis München, ein offener Literaturwettbewerb für deutschsprachige Lyrik, wird aktuell vom Verein Lyrikpreis München zusammen mit dem Aphaia Verlag und dem Signaturen Magazin vergeben.